# Claudine Merlin
Claudine Merlin (* 22. April 1929; † November 2014) war eine französische Filmeditorin.

## Leben
Nachdem sich Claudine Merlin 1956 und 1959 bereits bei zwei Kurzdokumentationen von Alain Resnais, Alles Gedächtnis der Welt und Le chant du Styrène für den Schnitt verantwortlich zeigte, wurde sie für dessen Drama Muriel oder Die Zeit der Wiederkehr für den Filmschnitt engagiert. Merlin war seitdem hauptsächlich für die Zusammenarbeit mit den französischen Regisseuren Bertrand Blier, Josiane Balasko und André Téchiné bekannt. Gerade die Zusammenarbeit mit Blier wurde national wie international mit Nominierungen und Filmpreisen bedacht. So wurde sie für die Filme Den Mörder trifft man am Buffet, Abendanzug, Geschichte eines Lächelns und Dem Leben sei Dank jeweils mit einer César-Nominierung für den Besten Filmschnitt bedacht, während sie für Bliers Zu schön für Dich ihren einzigen Schnitt-César gewann. Auch für Téchinés Die Schwestern Brontë und Barocco erhielt sie jeweils eine César-Nominierung für den besten Schnitt.

## Filmografie (Auswahl)
- 1956: Alles Gedächtnis der Welt (Toute la mémoire du monde)
- 1959: Le chant du Styrène
- 1963: Muriel oder Die Zeit der Wiederkehr (Muriel ou Le temps d’un retour)
- 1973: Das große Fressen (La grande bouffe)
- 1976: Barocco
- 1977: Frau zu verschenken (Preparez vos mouchoirs)
- 1979: Den Mörder trifft man am Buffet (Buffet froid)
- 1979: Die Schwestern Brontë (Les sœurs Brontë)
- 1981: Ausgerechnet ihr Stiefvater (Beau-père)
- 1984: Geschichte eines Lächelns (Notre histoire)
- 1986: Abendanzug (Tenue de soirée)
- 1988: Chocolat – Verbotene Sehnsucht (Chocolat)
- 1989: Zu schön für Dich (Trop belle pour toi)
- 1991: Gesichter der Schweiz (Visages Suisses)
- 1991: Dem Leben sei Dank (Merci la vie)
- 1996: Mein Mann – Für deine Liebe mach’ ich alles (Mon homme)
- 2008: Cliente

## Auszeichnungen
César
- 1977: Bester Schnitt – Barocco (nominiert)
- 1980: Bester Schnitt – Den Mörder trifft man am Buffet (nominiert)
- 1980: Bester Schnitt – Die Schwestern Brontë (nominiert)
- 1985: Bester Schnitt – Geschichte eines Lächelns (nominiert)
- 1987: Bester Schnitt – Abendanzug (nominiert)
- 1990: Bester Schnitt – Zu schön für Dich (ausgezeichnet)
- 1992: Bester Schnitt – Dem Leben sei Dank (nominiert)